# Wim Ruska
Willem (Wim) Ruska (Amsterdam, 29 augustus 1940 – Hoorn NH, 14 februari 2015) was een Nederlands judoka.
Tijdens zijn judocarrière won Wim Ruska twee olympische titels, twee wereldtitels (1967 in Salt Lake City en 1971 in Ludwigshafen), zeven Europese titels en werd hij vele malen Nederlands kampioen.
Zijn uitzonderlijke prestaties bij de Olympische Zomerspelen 1972 in München, waar hij in de zwaargewicht- en in de open klasse - deze klasse was in 1984 voor het laatst olympisch - goud veroverde, hebben hem vrij weinig bekendheid gegeven. Hij is de enige judoka die ooit twee gouden medailles behaalde tijdens één Olympische Spelen. Deze successen zijn altijd overschaduwd door de bloedige Palestijnse aanslag op de Israëlische delegatie, die enkele dagen vóór zijn tweede Olympische zege had plaatsgevonden. Het frustreerde Ruska dat ook de sportbonden nauwelijks waardering konden opbrengen voor zijn reeks van topprestaties, waardoor hij vaak buiten de prijzen viel, zoals de Fanny Blankers Koen Trofee en Sportman van het jaar. Hij stond in de schaduw van Anton Geesink, die zichzelf beter kon verkopen aan de media. Een hoog knuffelgehalte had Ruska niet, wel een topsportmentaliteit, die hem vele sportieve successen heeft gebracht.
Na de Spelen van München beëindigde Ruska zijn actieve loopbaan en werd vrijwel direct bondscoach van Nederland. Bij diverse kernploegleden constateerde hij echter een, in zijn ogen, "niet-optimale motivatie voor internationale prestaties", zodat hij deze functie binnen een jaar voor gezien hield. Als clubtrainer was Wim Ruska aanzienlijk succesvoller. In de jaren 90 veroverde zijn sportschool de nationale clubtitel en drongen meerdere van zijn judoka's door tot de nationale top. Tevens was Ruska een succesvol worstelaar. In de stijlen vrije stijl en sambo won hij enkele nationale titels. In de jaren '80 onderhield hij nauwe, dubieuze connecties met figuren als 'Zwarte Joop' de Vries van het gok- en sekscentrum Casa Rosso, zoals beschreven staat in onder meer het boek 'De Maffia in Amsterdam' van Bart Middelburg.
In 2001 kreeg Wim Ruska een herseninfarct dat hem deels lichamelijk gehandicapt maakte en zijn spraakvermogen aantastte.
In 2013 werd hij door de internationale judofederatie (IJF) in de Hall of Fame opgenomen. Ruska overleed in 2015 op 74-jarige leeftijd.

## Vernoeming
In maart 2017 werd op het Sportcentrum Papendal te Arnhem een nieuwe judohal geopend die naar Ruska is genoemd.